# Svatyně knihy

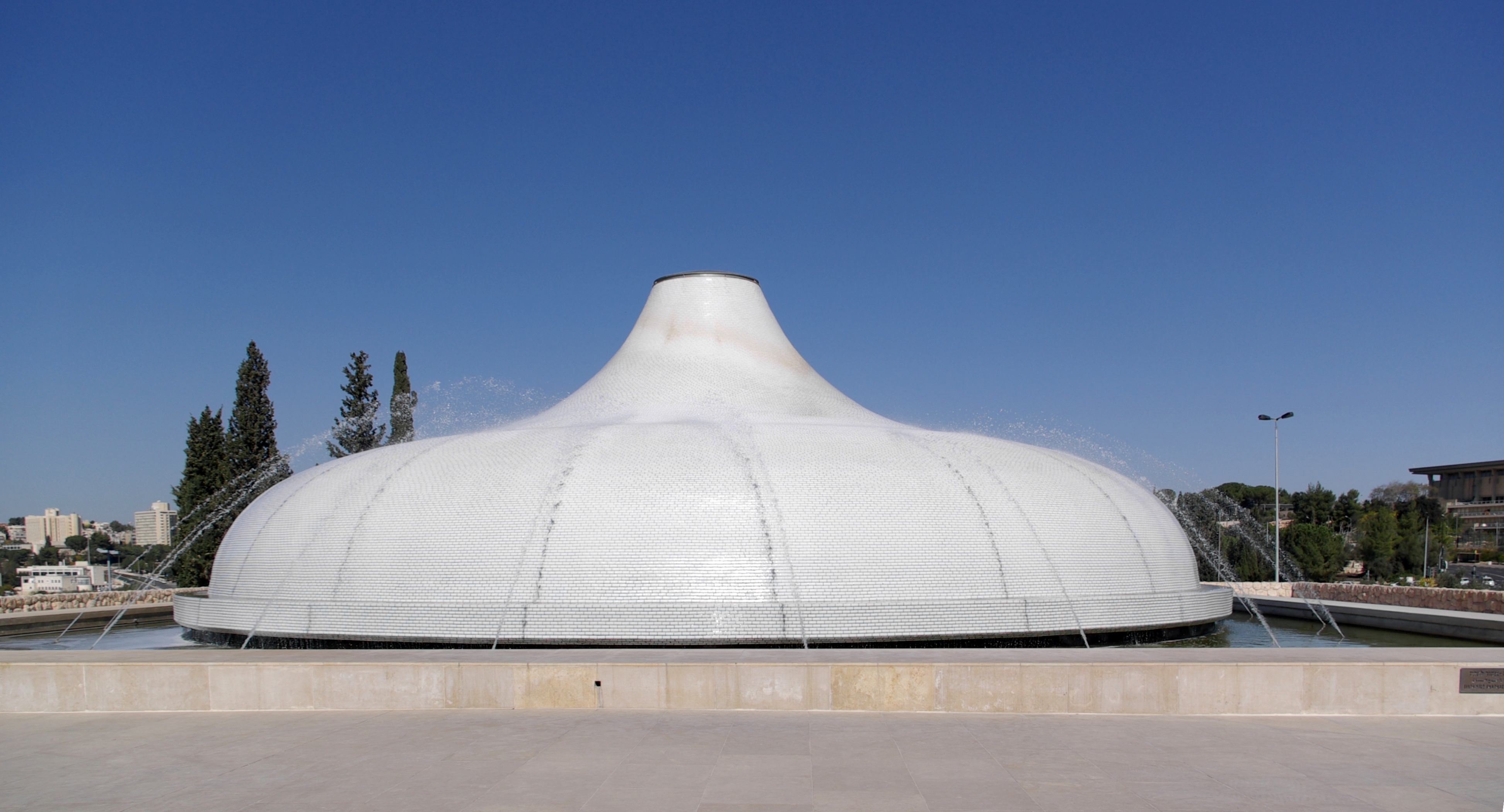
Venkovní pohled na Svatyni knihy

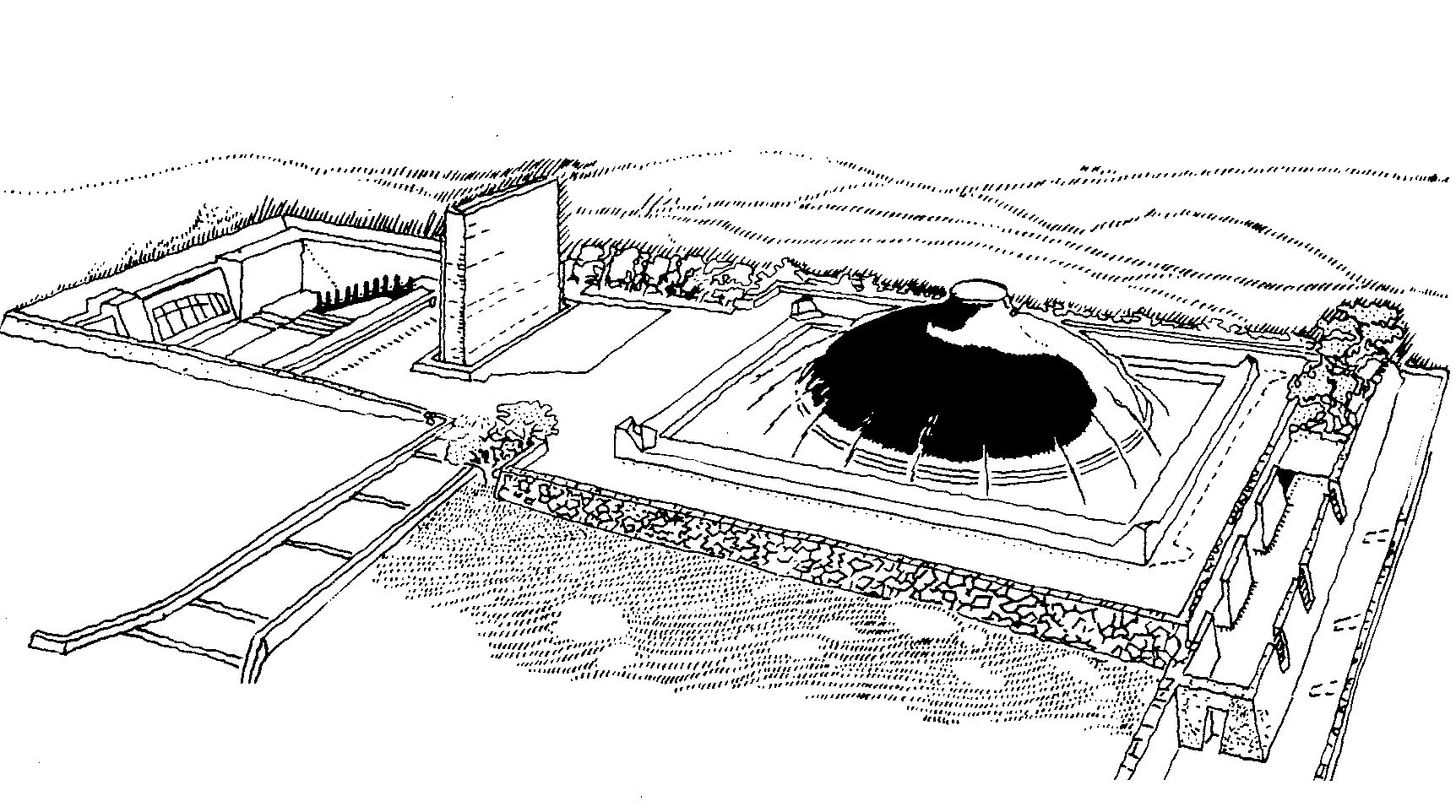
Znázornění Svatyně knihy

Svatyně knihy (hebrejsky: היכל הספר, anglicky: Shrine of the Book) je křídlo Izraelského muzea nedaleko Givat Ram v západním Jeruzalémě. Nachází se zde Svitky od Mrtvého moře, které byly v letech 1947–56 objeveny v jedenácti jeskyních v Kumránu. Svatyně knihy měla být původně postavena v areálu Hebrejské univerzity v Givat Ram u Národní knihovny.

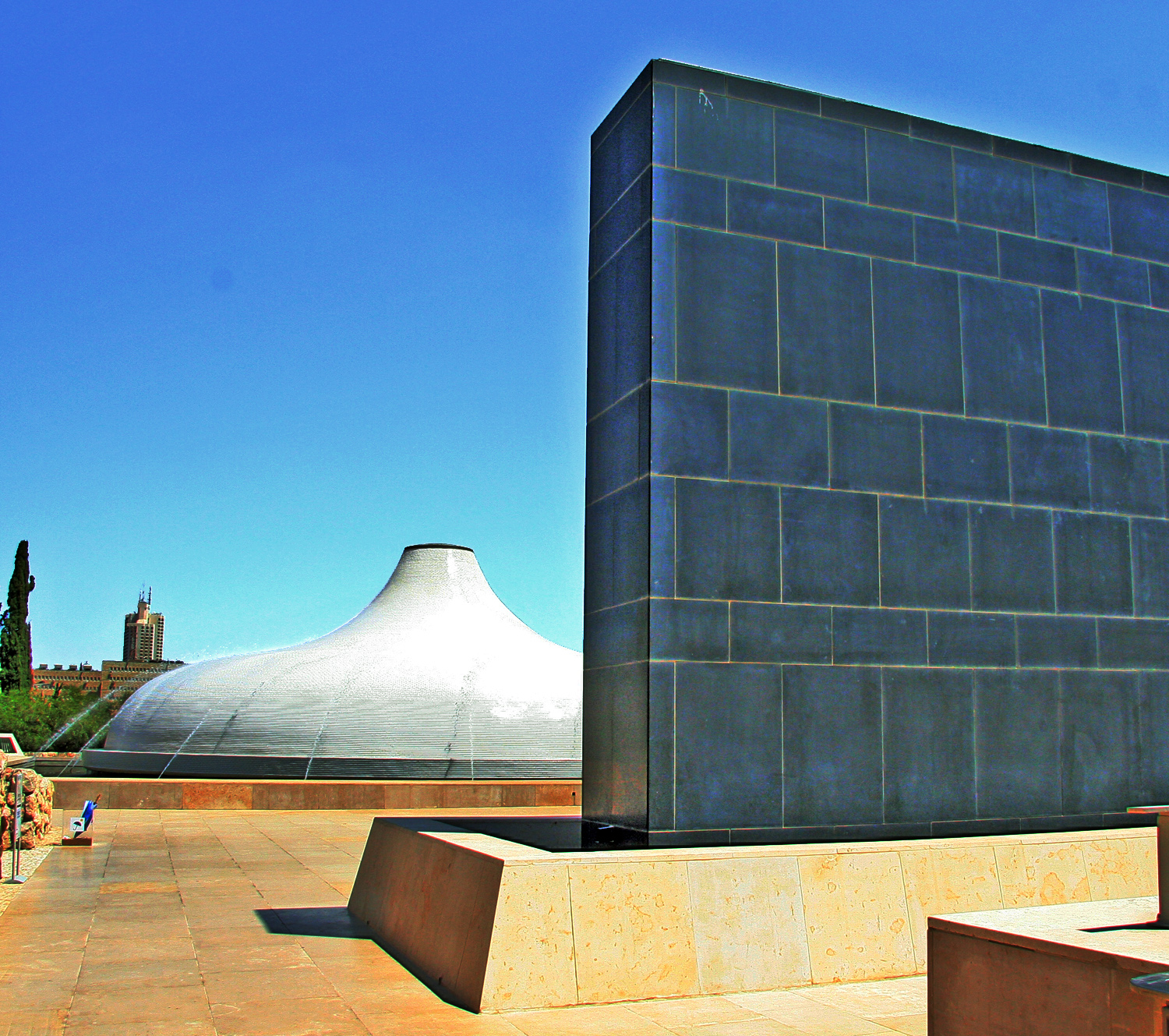
Svatyně knihy a černá čedičová deska, symbolizující bitvu mezi Syny světla a Syny temnoty.

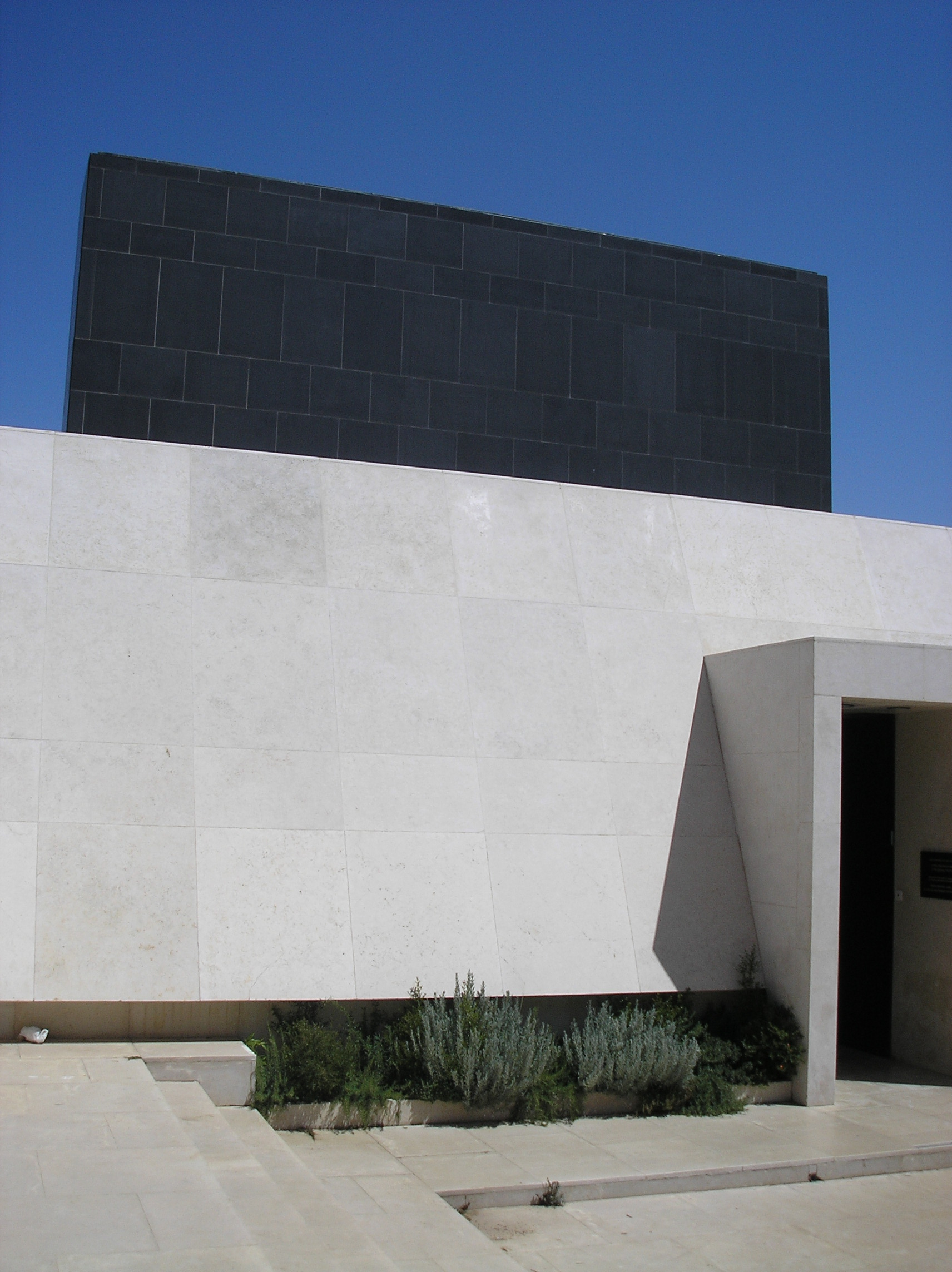
Vchod do Svatyně knihy

Plánovací proces výstavby trval sedm let a samotné zahájení stavby bylo začalo v roce 1965. Celý projekt byl financován rodinou maďarského emigranta a filantropa Davida Samuela Gottesmana, který také vykoupil Svitky od Mrtvého moře jako dar Státu Izrael. Jeden z architektů – Armand Phillip Bartos (1910–2005) – byl zřejmě vybrán proto, že byl v té době ženatý s Gottesmanovou dcerou Ruth Celeste Gottesman. Druhému zmiňovanému architektu – Fredericku Johnu Kieslerovi (1890–1965) – Gottesman již dříve financoval průzkum, zda by Kislerův „Nekonečný dům“ mohl být instalován v Muzeu moderního umění v New York City. Členem týmu architektů byl také Gezer Heller, který se již podílel na stavbě mnoha významných budov v novém státě Izrael.
Izraelští architekti silně protestovali proti tomu, že byli vybráni neizraelští architekti, kteří byli vybrání díky příbuzenským vztahům a stavěli se i proti vybrání F. J. Kislera zejména kvůli tomu, že nedokončil svá studia architektury ve Vídni a Berlíně (i když měl licenci architekta z New Yorku), a že nikdy nic nepostavil. Byl především avantgardním scénografem, který příležitostně vyučoval. Americko-židovského architekta Kislera však vybral Gottesman již v roce 1955.
Svatyně je postavena jako bílá kupole, která zakrývá samotnou stavbu, jež se ze dvou třetin nachází pod zemí. Naproti bílé kopuli je černá stěna z čediče. Barvy a tvary budovy jsou založeny na představě ze svitku popisující bitvu mezi Syny světla a Syny temnoty, kde bílá kopule symbolizuje Syny světla a černá zeď Syny temnoty.
Jelikož křehkost svitků nedovoluje, aby byly neustále všechny vystaveny, je využíváno principu rotace, kdy je svitek po 3 až 6 měsících vystavení odebrán z expozice a uložen do depozitáře.
V muzeu se také nachází jiné vzácné antické rukopisy, mimo jiné Aleppský kodex. Kopule muzea byla pro svůj zvláštní tvar několikrát použita jako dekorace pro sci-fi filmy.